# Panelus ceylonicus
Panelus ceylonicus är en skalbaggsart som beskrevs av Vladimir Balthasar 1972. Panelus ceylonicus ingår i släktet Panelus och familjen bladhorningar. Inga underarter finns listade i Catalogue of Life.